# Risposta in frequenza
In teoria dei sistemi dinamici, la risposta in frequenza o risposta armonica di un sistema dinamico è la descrizione della sua uscita (una funzione del tempo) utilizzando come variabile la frequenza invece che il tempo (ovvero nel dominio della frequenza). Da un punto di vista matematico la descrizione in frequenza di un sistema dinamico avviene tramite il formalismo della rappresentazione spettrale dei segnali.

## Descrizione

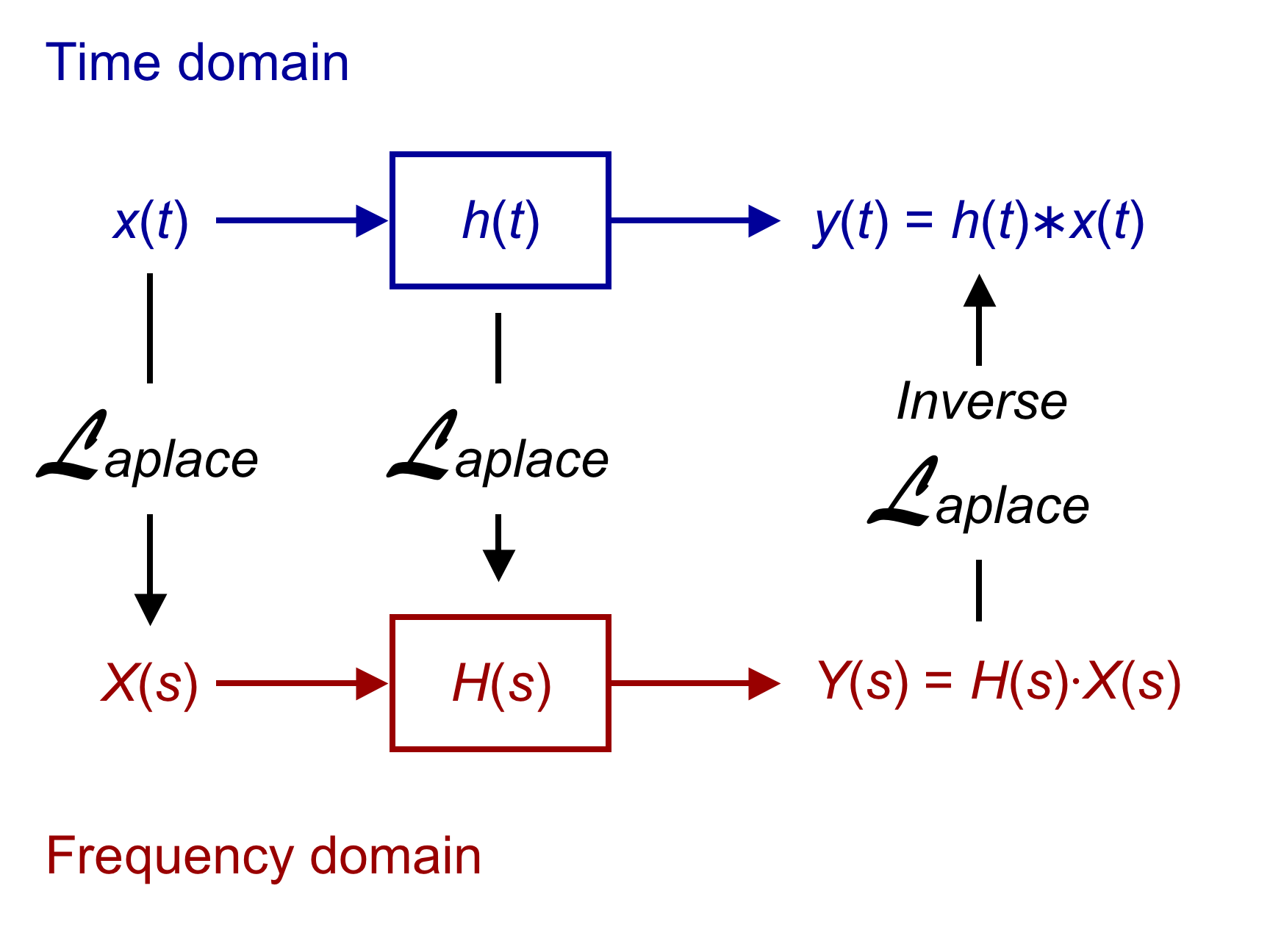
Descrizione di un sistema LTI nel dominio del tempo (in blu la risposta all'impulso) e nel dominio delle frequenze (la trasformata di Laplace è mostrata in rosso).

Risposta in frequenza di un filtro passa-banda

L'analisi in frequenza del comportamento di un sistema viene svolta molto spesso quando si ha a che fare con sistemi lineari (in configurazione stabile), i quali hanno la fondamentale proprietà di rispondere ad un input puramente sinusoidale con un'uscita della stessa frequenza, ovvero restituiscono la medesima sinusoide in ingresso, ma sfasata e moltiplicata per un fattore scalare (amplificata). Se il sistema è un sistema dinamico lineare stazionario (LTI) tale fattore moltiplicativo non varia nel tempo; per tale motivo la risposta in frequenza di sistemi LTI viene caratterizzata completamente dalla risposta all'impulso, cioè dall'uscita del sistema quando in ingresso vi è un solo impulso che contiene tutte le frequenze ad ampiezza unitaria, generalmente un impulso a delta di Dirac. La risposta in frequenza è in tal caso esplicitata dalla funzione di trasferimento (definita come la trasformata di Laplace della risposta all'impulso a delta di Dirac). 
In elettronica e telecomunicazioni sono molti i dispositivi utilizzati per produrre una particolare risposta in frequenza; tra le applicazioni più comuni vi sono i filtri elettrici, elettronici o ottici. Si tratta di circuiti in grado di elaborare il segnale privandolo di alcune sue componenti in frequenza, spesso per ripulirlo da disturbi. Sono detti filtri passa basso, passa banda o passa alto grazie alla loro peculiarità di lasciar passare frequenza basse, intermedie o elevate. Nel caso di filtri attivi, la risposta in frequenza si usa per progettare filtri con particolari caratteristiche. Infine, lo studio in frequenza è indispensabile nell'analisi e sintesi degli amplificatori lineari e negli amplificatore a retroazione.

## Formalismo nel dominio delle frequenze
Sono stati sviluppati molti strumenti matematici che consentono di descrivere un segnale come sovrapposizione delle frequenze elementari che lo compongono. Nel caso si tratti di un segnale periodico {\displaystyle s(t)}, è possibile una scrittura in serie di funzioni nota come sviluppo in serie di Fourier del segnale:
{\displaystyle s(t)=A_{0}+\sum _{n=1}^{\infty }(A_{n}\cos(n\omega _{0}t)+B_{n}\sin(n\omega _{0}t))}
dove i valori di {\displaystyle A_{0}}, {\displaystyle A_{n}} e {\displaystyle B_{n}} sono dati da:
{\displaystyle A_{0}={\frac {1}{T}}\int _{0}^{T}{s(t)dt}}
{\displaystyle A_{n}={\frac {2}{T}}\int _{0}^{T}{s(t)\cos(n\omega _{0}t})dt}
{\displaystyle B_{n}={\frac {2}{T}}\int _{0}^{T}{s(t)\sin(n\omega _{0}t})dt}
Per segnali non periodici si deve ricorrere ad una rappresentazione integrale; tra le più comuni vi è la trasformata di Fourier, anche se in molti testi si ricorre all'utilizzo della trasformata di Laplace, che rende possibile il superamento di alcune difficoltà matematiche che si presentano con la trasformata di Fourier. La trasformata di Laplace {\displaystyle L[f(t)](s)} (nella variabile {\displaystyle s=\sigma +i\omega }) di una funzione {\displaystyle f(t)} è:
{\displaystyle L[f(t)]=F(s)=\int _{0}^{\infty }e^{-st}f(t)dt}
In generale questo formalismo conduce a notevoli semplificazioni nei calcoli; infatti, nel dominio della frequenza a operazioni come la convoluzione, la derivazione o l'integrazione di funzioni nel tempo corrispondono operazioni di tipo algebrico tra le relative trasformate (rispettivamente il prodotto delle trasformate, la moltiplicazione per {\displaystyle s} e la divisione per {\displaystyle s}).

## Sistemi lineari
I sistemi lineari sono caratterizzati dal fatto che la loro risposta ad un segnale periodico in input, avente una certa frequenza, ha la stessa forma e la stessa frequenza dell'input: sollecitando una configurazione stabile con una perturbazione periodica il sistema si troverà in uno stato oscillante con la stessa frequenza ma con fase e ampiezza diverse da quelle dell'oscillazione in ingresso.
Esplicitamente, dato un sistema lineare stabile, in cui il legame tra ingresso ed uscita è rappresentato da una equazione differenziale lineare, applicando un segnale sinusoidale {\displaystyle u(t)=U_{0}\sin(\omega t)} di ampiezza {\displaystyle U_{0}} e frequenza {\displaystyle \omega } si ha che, dopo che è svanito il periodo transitorio, il segnale in uscita risulta sinusoidale e della stessa frequenza di quello d'ingresso, ovvero del tipo {\displaystyle y(t)=Y_{0}\sin(\omega t+\phi )}. L'ampiezza {\displaystyle Y_{0}} e lo sfasamento {\displaystyle \phi } sono funzioni della frequenza. Il rapporto delle ampiezze {\displaystyle Y_{0}(\omega )/U_{0}(\omega )} è detto guadagno per la frequenza {\displaystyle \omega }.
Un sistema lineare di {\displaystyle n} stati {\displaystyle \mathbf {x} \in \mathbb {R} ^{n}}, {\displaystyle m} input {\displaystyle \mathbf {u} \in \mathbb {R} ^{m}} e {\displaystyle q} uscite {\displaystyle \mathbf {y} \in \mathbb {R} ^{q}} viene descritto da un'equazione del tipo:
{\displaystyle {\dot {\mathbf {x} }}(t)=A\mathbf {x} (t)+B\mathbf {u} (t)}
{\displaystyle \mathbf {y} (t)=C\mathbf {x} (t)+D\mathbf {u} (t)}
Il sistema è detto stabile se tutti gli autovalori di {\displaystyle A} hanno parte reale negativa. Si dimostra che se l'ingresso è un'oscillazione del tipo {\displaystyle \mathbf {u} ={\bar {\mathbf {u} }}e^{j\omega t}}, con {\displaystyle {\bar {\mathbf {u} }}\in \mathbb {R} ^{n}} un vettore arbitrario, allora lasciando evolvere il sistema l'uscita ha la forma:
{\displaystyle \lim _{t\to \infty }\mathbf {y} (t)=[D+C(j\omega I-A)^{-1}B]{\bar {\mathbf {u} }}e^{j\omega t}}
dove {\displaystyle [D+C(j\omega I-A)^{-1}B]}, con {\displaystyle I} la matrice identità, è il fattore (guadagno) per il quale è stato amplificato l'ingresso. Si vede in questo modo che ad un'oscillazione complessa corrisponde una risposta oscillante della stessa frequenza.
Di particolare importanza sono i sistemi lineari stazionari, la cui la risposta non cambia nel tempo, e viene completamente descritta in frequenza dalla funzione di trasferimento.

### Sistemi LTI
Detto {\displaystyle x(t)} un segnale in ingresso ad un sistema LTI e {\displaystyle y} la sua risposta, l'equazione che governa il sistema può essere scritta come:
{\displaystyle a_{n}{\frac {d^{n}}{dt^{n}}}y(t)+a_{n-1}{\frac {d^{n-1}}{dt^{n-1}}}y(t)+\dots +a_{0}y(t)=b_{m}{\frac {d^{m}}{dt^{m}}}x(t)+b_{m-1}{\frac {d^{m-1}}{dt^{m-1}}}x(t)+\dots +b_{0}x(t)}
e la funzione di trasferimento è data da:
{\displaystyle k(j\omega )={\frac {b_{m}(j\omega )^{m}+b_{m-1}(j\omega )^{m-1}+\dots +b_{0}}{a_{n}(j\omega )^{n}+a_{n-1}(j\omega )^{n-1}+\dots +a_{0}}}}
Si tratta della trasformata di Laplace della risposta impulsiva {\displaystyle h}, ovvero:
{\displaystyle k(j\omega )=\int _{-\infty }^{\infty }e^{-i\omega t}\cdot h(t)\,dt}
{\displaystyle h(t)={\frac {1}{2\pi }}\int _{-\infty }^{\infty }k(j\omega )e^{i\omega t}\,d\omega }
La risposta impulsiva e quella in frequenza sono dunque una la trasformata dell'altra.

## Esempio
Si consideri un circuito elettrico costituito da una resistenza ed una induttanza posti in serie. L'equazione che lo caratterizza è:
{\displaystyle L{\frac {di}{dt}}+Ri=E}
Effettuando la trasformata:
{\displaystyle L[sI(s)-i(0+)]+RI(s)=E(s)}
e risolvendo per {\displaystyle I(s)}, posto {\displaystyle i(0+)=0}, risulta:
{\displaystyle I(s)={\frac {E}{sL+R}}}
la cui antitrasformata è:
{\displaystyle i(t)={\frac {E}{R}}e^{-{\frac {R}{L}}t}}